# Moselweinstraße

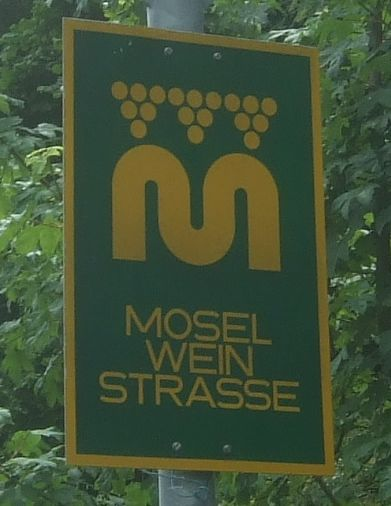

De Moselweinstraße is een toeristische autoroute in Saarland en Rijnland-Palts, Duitsland. De 242 kilometer lange bewegwijzerde route loopt langs de (wijngaarden van) de Moezel tussen Perl en het Deutsches Eck in Koblenz. De route maakt deel uit van het internationale project Via Mosel.